# Chlumany
Chlumany (en allemand : Chluman, précédemment : Chumen) est une commune du district de Prachatice, dans la région de Bohême-du-Sud, en République tchèque. Sa population s'élevait à 364 habitants en 2023.

## Géographie
Chlumany se trouve à 7 km au nord-nord-ouest de Prachatice, à 39 km à l'ouest-nord-ouest de České Budějovice et à 118 km au sud-sud-est de Prague.
La commune est limitée par Vlachovo Březí au nord-ouest et au nord, par Budkov à l'est, par Husinec au sud-est et au sud, et par Pěčnov au sud-ouest.

## Histoire
La première mention écrite du village date de 1383.

## Galerie

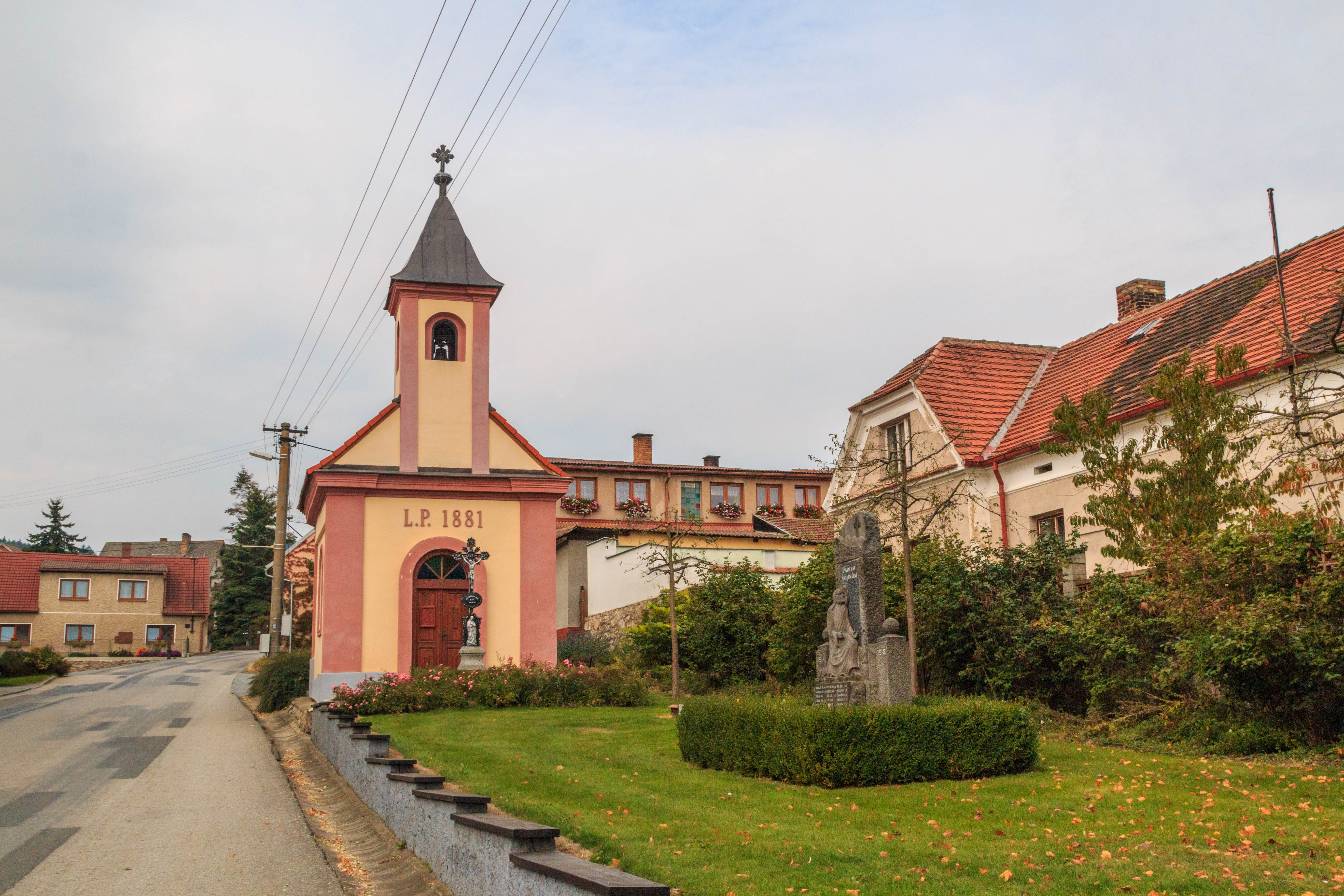
Chapelle à Chlumany.
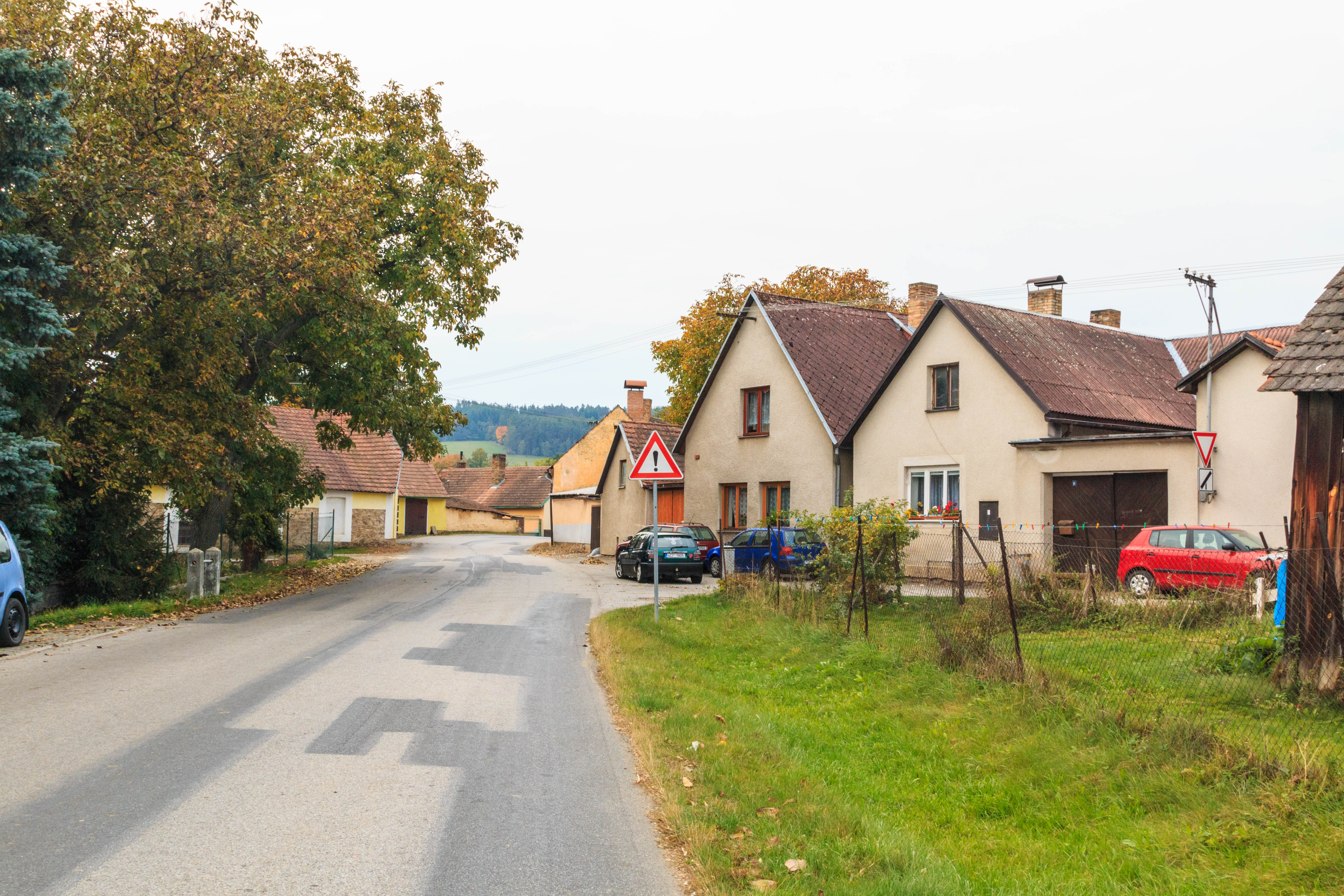
Rue de Chlumany.

## Transports
Par la route, Chlumany se trouve à 2,3 km de Vlachovo Březí, à 10 km de Prachatice, à 46 km de Ceské Budejovice et à 145 km de Prague.